# Gourmandises (bài hát)
"Gourmandises" (tiếng Anh: Delicacies) là một ca khúc do Alizée trình bày, phát hành năm 2001. Như các đĩa đơn trước của Alizée, đĩa đơn này bao gồm cả ca khúc và nhạc khí.

## Danh sách track và định dạng
Đĩa đơn Polydor
1. Gourmandises (4:16)
2. Gourmandises (Instrumental) (4:10)

CD-Maxi Polydor
1. Gourmandises (Single Version) (4:10)
2. Gourmandises (Les Baisers Dance Mix) (8:25)
3. Gourmandises (Loup y es-tu ? Groovy Mix) (6:30)
4. Gourmandises (Remix Gourmand) (5:35)

Nhạc số
1. Gourmandises (4:16)

Đĩa vinyl đơn French 12"
Đĩa A:
1. Gourmandises (Les Baisers Dance Mix) (8:25)

Đĩa B:
1. Gourmandises (Single Version) (4:10)
2. Gourmandises (Loup y es-tu ? Groovy Mix) (6:30)